# 지구의 위성
지구의 위성은 달 하나만 존재한다. 하지만 달 이외에도 하나 이상의 자연 위성이 존재하다는 주장은 여러 차례 등장했다. 몇몇 지구의 또 다른 위성 후보가 나왔으나 어떤 천체도 공식적으로 지구의 위성이라 확언되지 않았다. 19세기 이래로 과학자들은 더 많은 위성에 대한 연구를 계속했으나 대부분은 거짓말과 같은 여러 비과학적 추측들이 대부분이다.
지구의 위성은 오직 달 하나뿐이지만 지구와 궤도 공명을 이루는 근지구 천체(NEO)는 많이 존재한다. 이 근지구 천체들은 때때로 지구의 "두 번째", "세 번째", "다른" 위성이라 부르기도 하지만 실제로는 틀린 말이다.
2016년 4월 27 발견된 소행성 (469219) 2016 HO3는 지구에서 가장 안정적인 준위성일 것으로 추정된다. 지구가 태양 궤도를 도는 동안 2016 HO3는 지구 궤도를 도는 것처럼 보인다. 지구의 진짜 위성이 되기에는 한참 멀지만 근지구 천체의 일종인 준위성 중에서는 가장 안정적인 예이다. 지구 외에 다른 점을 중심으로 공전하는 것으로 보이는 대표적인 예로는 소행성 3753 크뤼트네가 있다. 2010 TK7과 같은 지구 트로이군은 지구 궤도와 동일한 경로로 태양을 공전하는 천체이며 같은 궤도를 따라 지구 앞에서 혹은 지구 뒤에서 따라가는 것처럼 보인다.
태양 주변을 따르는 궤도에 있는 태양계 소천체 중 일부는 지구의 중력장에 포섭되어 일시적으로 지구를 공전하는 자연 위성이 될 수도 있다. 현재까지 확인된 유이한 사례는 2006년에서 2007년 사이 지구의 일시 위성이었던 2006 RH120과 2018년에서 2020년 사이 일시 위성이었던 2020 CD3만 있으나 실제로는 더 있을 것으로 추정된다.

## 준위성 및 트로이군
지금까지 달 외에 지구를 도는 다른 위성은 발견되지 않았으나, 지구와 일대일 궤도 공명에 있는 준위성과 같은 근지구 천체는 여러 개 존재한다. 준위성은 행성을 따라 공전하지 않으며 다만 행성과 같은 궤도에서 태양을 따라 공전할 뿐이다. 이런 준위성의 궤도는 불안정하며 수천년 후에는 다른 궤도 공명 상태로 빠지거나 다른 궤도로 튕겨나갈 수도 있다. 지구의 준위성으로는 2010 SO16, 2004 GU9, 2006 FV35, 2002 AA29, 2014 OL339, 2013 LX28, 2016 HO3, 3753 크뤼트네 등이 있다.

## 일시적 위성
2006년 9월 14일, 지구-달 궤도 밖에서 직경 5m 정도로 추정되는 물체가 발견되었다. 처음에는 J002E3와 마찬가지로 아폴로 12호의 S-IVB 로켓 우주 쓰레기로 여겨졌지만 분석 결과 소행성으로 밝혀지며 2006 RH120으로 명명되었다. 이 소행성은 태양의 복사압에 섭동을 받아 13개월 후 다시 태양 궤도로 넘어갔으며 21년 후 다시 지구궤도에 포획되는 등 다시 태양 궤도와 지구 궤도를 왔다갔다 하는 과정을 반복할 예상된다.

## 같이 보기
- 6Q0B44E
- 릴리스 (가설상의 위성) - 점성술상 두번째 달
- 반대쪽 지구
- 우주 쓰레기
- 자연위성
- 코르딜레프스키 구름